# Wechselwerk
Ein Wechselwerk ist bspw. Teil einer Wassermühle; es ist jedoch auch ein Teil der mechanischen Uhr. Wie der Name sagt, ist ein Wechselwerk, egal, wo es eingesetzt wird, dafür zuständig, die Übersetzung zweier Räder zu gewährleisten, die mit verschiedener Geschwindigkeit laufen sollen.
Mühlen, die durch ein Wasserrad betrieben werden und zwei Mahlwerke haben, können immer nur jeweils ein Mahlwerk betreiben. Ein Mahlwerk kann z. B. als Getreidemühle, ein anderes als Graupenmühle betrieben werden. 